# Polícia portuária de Los Angeles

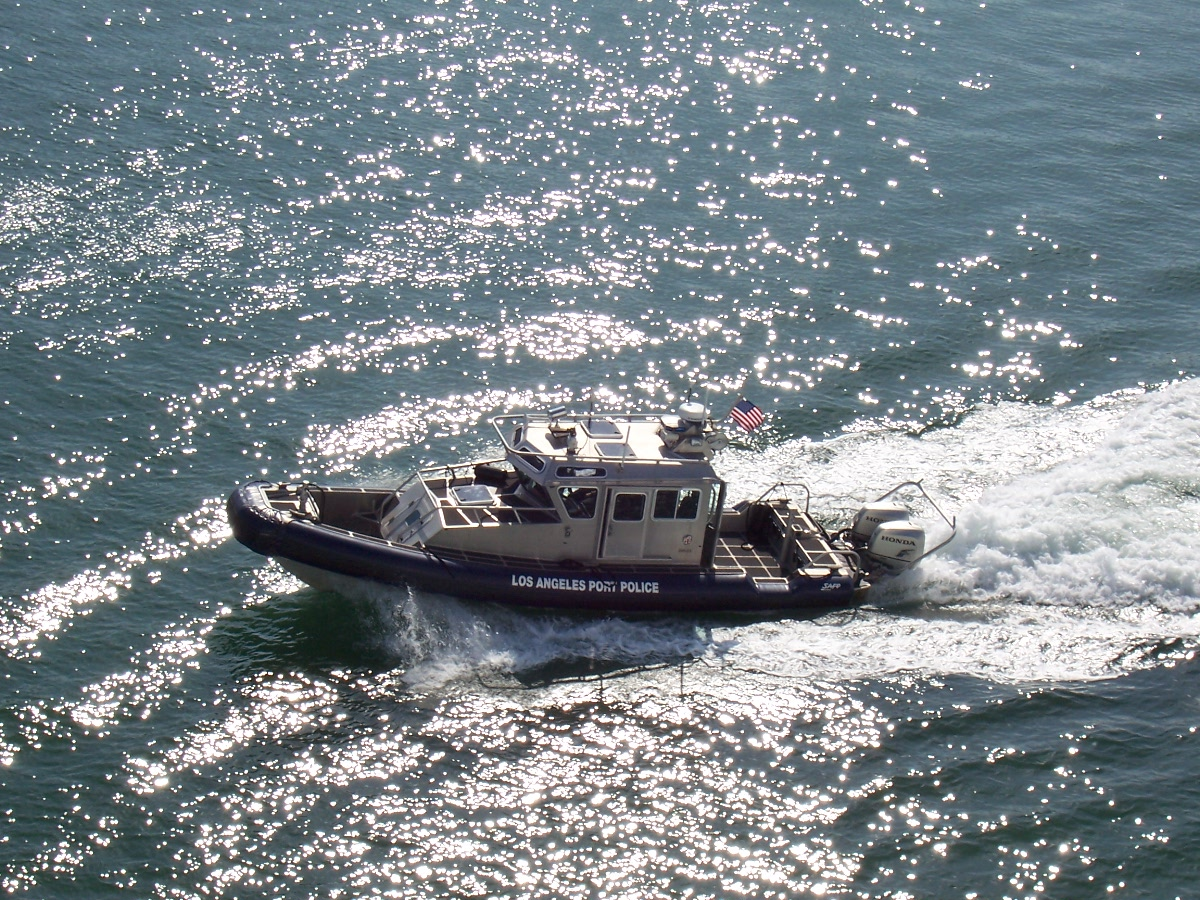
Um barco de patrulha, utilizado pela Polícia portuária de Los Angeles

A Polícia portuária de Los Angeles (em inglês: Los Angeles Port Police) é uma agência governamental americana especializada no Porto de Los Angeles, sob o controle do Departamento do Porto de Los Angeles (WorldPort LA).